# Metaspathius apterus
Metaspathius apterus är en stekelart som beskrevs av Charles Thomas Brues 1922. Metaspathius apterus ingår i släktet Metaspathius och familjen bracksteklar. Inga underarter finns listade i Catalogue of Life.